# Stijn Bex
Pour les articles homonymes, voir Bex.
Stijn Maurits Hendrik Bex, né le 15 juin 1976 à Diest est un homme politique belge flamand, membre de Groen, ex-membre de Spirit. Il est le fils de Jos Bex.
Il est licencié en droit.

## Fonctions politiques
- Député fédéral du 14 octobre 2003 au 2 mai 2007, en remplacement de Saïd El Khadraoui, démissionnaire
- Conseiller communal de Louvain.

## Décoration
- Chevalier de l'ordre de Léopold (2024)[1].